# Thuidium guatemalense
Thuidium guatemalense là một loài rêu trong họ Thuidiaceae. Loài này được Paris mô tả khoa học đầu tiên năm 1898.